# Phimosia ebenina
Phimosia ebenina är en skalbaggsart som beskrevs av Bates 1870. Phimosia ebenina ingår i släktet Phimosia och familjen långhorningar. Inga underarter finns listade i Catalogue of Life.